# West Union, New York
West Union är en kommun (town) i Steuben County i delstaten New York. Vid 2020 års folkräkning hade West Union 343 invånare.